# Украјина на Светском првенству у атлетици у дворани 2016.
Украјина је учествовала на 16. Светском првенству у атлетици у дворани 2016. одржаном у Портланду од 17. до 20. марта дванаести пут, односно учествовала је под данашњим именом на свим првенствима од 1993. до данас. Репрезентацију Украјине представљало је 19 такмичара (4 мушкараца и 9 жена), који су се такмичили у 8 дисциплина (3 мушких и 5 женских).,
На овом првенству Украјина је по броју освојених медаља делила 13. место са освојене три медаље ( две сребрне и једна бронзана). Поред медаље њени такмичари су остварили два национална рекорда, десет лична и осам личних рекорда сезоне. У табели успешности према броју и пласману такмичара који су учествовали у финалним такмичењима (првих 8 такмичара) Украјина је са 5 учесника у финалу делила 9. место са 26 бодова.
| Плас. | Земља    | 1. место | 2. место | 3. место | 4. место | 5. место | 6. место | 7. место | 8. место | Бр. финал. | Бод. |
| ----- | -------- | -------- | -------- | -------- | -------- | -------- | -------- | -------- | -------- | ---------- | ---- |
| =9.   | Украјина | 0        | 2        | 1        | 0        | 1        | 0        | 1        | 0        | 5          | 26   |

## Учесници
| Мушкарци: - Сергеј Копанајко — 60 м препоне - Артем Шаматрин — 60 м препоне - Андриј Проценко — Скок увис - Алексеј Касјанов — Седмобој | Жене: - Олесја Повх — 60 м - Анастасија Ткачук — 800 м - Хана Платицина — 60 м препоне - Анастасија Лебид — 4 х 400 м - Олга Бибик — 4 х 400 м - Анастасија Бризгина — 4 х 400 м - Џоиш Коба — 4 х 400 м - Анастасија Мокхњук — Петобој - Алина Фјодорова — Петобој |  |

## Освајачи медаља (3)

### Сребро (2)
- Алексеј Касјанов — Седмобој
- Анастасија Мокхњук — Петобој

### Бронза (1)
- Алина Фјодорова — Петобој

## Резултати

### Мушкарци
| Атлетичар        | Дисциплина   | Лични рекорд | Квалификације | Квалификације | Полуфинале            | Полуфинале            | Финале                | Финале       | Детаљи |
| Атлетичар        | Дисциплина   | Лични рекорд | Резултат      | Место         | Резултат              | Место                 | Резултат              | Место        | Детаљи |
| ---------------- | ------------ | ------------ | ------------- | ------------- | --------------------- | --------------------- | --------------------- | ------------ | ------ |
| Сергеј Копанајко | 60 м препоне | 7,70         | 7,77          | 6. у гр. 4    | Нису се квалификовали | Нису се квалификовали | Нису се квалификовали | 19 / 27 (28) |        |
| Артем Шаматрин   | 60 м препоне | 7,70         | 7,95          | 7. у гр. 1    | Нису се квалификовали | Нису се квалификовали | Нису се квалификовали | 24 / 27 (28) |        |
| Андриј Проценко  | Скок увис    | 2,36         |               |               |                       |                       | 2.29                  | 7 / 12       |        |

#### Седмобој
| Дисциплина   | Алексеј Касјанов | Алексеј Касјанов | Алексеј Касјанов | Алексеј Касјанов | Алексеј Касјанов | Алексеј Касјанов |
| Дисциплина   | Лич. рек.        | Резултат         | Бод.             | Плас.            | Укупно           | Плас.            |
| ------------ | ---------------- | ---------------- | ---------------- | ---------------- | ---------------- | ---------------- |
| 60 м         | 6.83             | 6,86             | 933              | 3.               | 933              | 3.               |
| Скок удаљ    | 8,04             | 7,49             | 932              | 3.               | 1.865            | 2.               |
| Бацање кугле | 15,72о           | 14,53            | 761              | 3.               | 2.626            | 2.               |
| Скок увис    | 2,08             | 1,99             | 794              | 7.               | 3.420            | 3.               |
| 60 м препоне | 7,85             | 7,91 ЛР          | 1.005            | 2.               | 4.425            | 2.               |
| Скок мотком  | 4,82о            | 4,90 ЛР          | 880              | 6.               | 5.305            | 2.               |
| 1.000 м      | 2:39,44          | 2:39,64ЛРС       | 877              | 5.               | 6.182            | 2.               |
| Седмобој     | 6.254 НР         |                  |                  |                  | 6.182 СРС        |                  |

### Жене
| Атлетичарка                                               | Дисциплина   | Лични рекорд | Квалификације  | Квалификације | Полуфинале  | Полуфинале | Финале                | Финале       | Детаљи |
| Атлетичарка                                               | Дисциплина   | Лични рекорд | Резултат       | Место         | Резултат    | Место      | Резултат              | Место        | Детаљи |
| --------------------------------------------------------- | ------------ | ------------ | -------------- | ------------- | ----------- | ---------- | --------------------- | ------------ | ------ |
| Олесја Повх                                               | 60 м         | 7,11         | 7,29 (.285) кв | 4. у гр. 3    | 7,27        | 5. у гр. 1 | Нису се квалификовале | 17 / 44 (45) |        |
| Анастасија Ткачук                                         | 800 м        | 2:02,44      | 2:02,60        | 5. у гр. 1    |             |            | Нису се квалификовале | 7 / 17       |        |
| Хана Платицина                                            | 60 м препоне | 7,99         | 8,09(.088)     | 3. у гр. 2    | 9 / 18 (19) |            | Нису се квалификовале |              |        |
| Анастасија Лебид Олга Бибик Анастасија Бризгина Џоиш Коба | 4х400 м      | 3:30,43      |                |               |             |            | 3:40,42 НРС           | 5 / 5 (6)    |        |

#### Петобој
| Дисциплина   | Анастасија Мокхњук | Анастасија Мокхњук | Анастасија Мокхњук | Анастасија Мокхњук | Анастасија Мокхњук | Анастасија Мокхњук |
| Дисциплина   | Лич. рек.          | Резултат           | Бод.               | Плас.              | Укупно             | Плас.              |
| ------------ | ------------------ | ------------------ | ------------------ | ------------------ | ------------------ | ------------------ |
| 60 м препоне | 8,13               | 8,11 ЛР            | 1.088              | 2.                 | 1.104              | 2.                 |
| Скок увис    | 1,83о              | 1,85 ЛР            | 1.041              | 5.                 | 2.145              | 2.                 |
| Бацање кугле | 14,96о             | 15,01 ЛР           | 862                | 2.                 | 3.007              | 1.                 |
| Скок удаљ    | 6,62               | 6,66 ЛР            | 1.059              | 1.                 | 4.066              | 1.                 |
| 800 м        | 2:15,52о           | 2:23,19            | 781                | 11.                | 4.847              | 2.                 |
| Петобој      | 4.745              |                    |                    |                    | 4.847 ЛР           |                    |

| Дисциплина   | Алина Фјодорова | Алина Фјодорова | Алина Фјодорова | Алина Фјодорова | Алина Фјодорова | Алина Фјодорова |
| Дисциплина   | Лич. рек.       | Резултат        | Бод.            | Плас.           | Укупно          | Плас.           |
| ------------ | --------------- | --------------- | --------------- | --------------- | --------------- | --------------- |
| 60 м препоне | 8,48            | 8,27 ЛР         | 1.068           | 3.              | 1.068           | 3.              |
| Скок увис    | 1,90о           | 1,85 ЛРС        | 1.041           | 2               | 2.109           | 3.              |
| Бацање кугле | 15,97           | 15,44           | 890             | 1               | 2.999           | 2.              |
| Скок удаљ    | 6,35            | 6,33 ЛРС        | 953             | 3.              | 3.952           | 2.              |
| 800 м        | 2:17,77о        | 2:20,42         | 818             | 9.              | 4.770           | 3.              |
| Петобој      | 4.724           |                 |                 |                 | 4.770 ЛР        |                 |